# 달숲땃쥐
달숲땃쥐(Sylvisorex lunaris)는 땃쥐과에 속하는 포유류의 일종이다. 부룬디와 르완다 그리고 우간다에서 발견된다. 자연 서식지는 아열대 또는 열대 기후 지역의 습윤 산지 숲이다.